# Europees Defensieagentschap

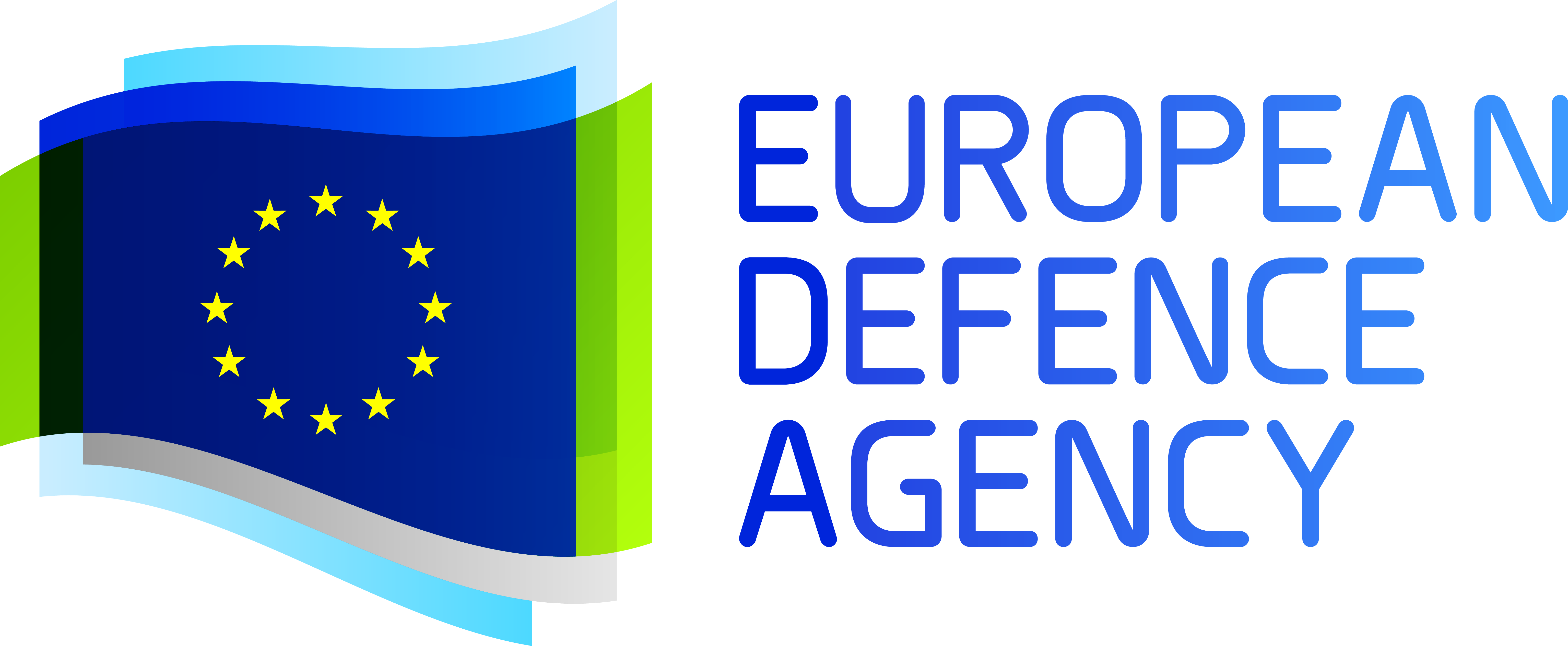
Logo van de EDA

Het Europees Defensieagentschap (EDA) is een agentschap van de Europese Unie, dat onder gezag van de Raad van de Europese Unie ressorteert in Brussel. Het agentschap is opgericht op 12 juli 2004 om de defensiesamenwerking in Europa te ondersteunen en te faciliteren tussen de 27 lidstaten binnen het gemeenschappelijk veiligheids- en defensiebeleid (GVDB) van de Europese Unie. Het heeft bovendien administratieve regelingen met Noorwegen (2006), Zwitserland (2012), Servië (2013), Oekraïne (2015) en de Verenigde Staten van Amerika (2023) waardoor ook zij kunnen deelnemen aan EDA projecten en programma’s. 

## Expertise
De expertise en activiteiten van het Europees Defensieagentschap bestrijken het hele spectrum van defensiesamenwerking: van het harmoniseren van behoeften tot het leveren van operationele capaciteiten; van onderzoek & technologie en innovatie tot het ontwikkelen van technologische demonstratiemodellen; van opleiding en oefeningen tot ondersteuning van GVDB-operaties. 
De rol en de impact van het agentschap zijn voortdurend in groei, in het bijzonder door de uitvoering van de Integrale EU-strategie voor buitenlands- en veiligheidsbeleid (2016), die er ook toe heeft geleid dat de lidstaten de opdrachten van het agentschap in 2017 hebben aangescherpt.

## Taken
Het agentschap:
- identificeert de operationele behoeften van de 27 EU lidstaten
- bevordert maatregelen om in die behoeften te voorzien
- draagt bij tot de vaststelling en, in voorkomend geval, tot de uitvoering van alle nuttige maatregelen om de industriële en technologische basis van de defensiesector te versterken
- neemt deel aan het bepalen van een Europees beleid inzake vermogens en bewapening
- staat de Raad bij om de verbetering van de militaire vermogens te evalueren